# Kiyoshi Nakamura
Kiyoshi Nakamura (中村 聖 Nakamura Kiyoshi?,  nacido el 20 de mayo de 1971 en Shiga) es un exfutbolista japonés. Jugaba de defensa y su último club fue el Ventforet Kofu de Japón.

## Trayectoria

### Clubes
| Club            | País  | Año         |
| --------------- | ----- | ----------- |
| Toyota Motors   | Japón | 1990 - 1991 |
| Shimizu S-Pulse | Japón | 1992 - 1995 |
| Ventforet Kofu  | Japón | 1996 - 1998 |